# Список земноводных Португалии
Список земноводных Португалии включает виды класса Земноводных (Amphibia), распространённые на территории Португалии, включая Азорские острова и Мадейру.

## ОтрядХвостатые(Caudata)

### СемействоНастоящие саламандры(Salamandridae)
- Chioglossa lusitanica — Лузитанская саламандра
- Lissotriton boscai — Испанский тритон
- Lissotriton helveticus — Нитеносный тритон
  - Lissotriton helveticus alsoni
  - Lissotriton helveticus alsoni
- Pleurodeles waltl — Иглистый тритон
- Salamandra salamandra — Огненная саламандра
  - Salamandra salamandra gallaica
  - Salamandra salamandra crespoi
- Triturus carnifex — Серопятнистый тритон
- Triturus marmoratus — Мраморный тритон
- Triturus pygmaeus

## ОтрядБесхвостые(Anura)

### СемействоКруглоязычные(Discoglossidae)
- Alytes cisternasii — Иберийская жаба-повитуха
- Alytes obstetricans — Обыкновенная жаба-повитуха
  - Alytes obstetricans obstetricans
  - Alytes obstetricans boscai
- Discoglossus galganoi

### СемействоЧесночницы(Pelobatidae)
- Pelobates cultripes — Иберийская чесночница

### СемействоКрестовки(Pelodytidae)
- Pelodytes ibericus

### СемействоНастоящие жабы(Bufonidae)
- Bufo bufo — Серая жаба
  - Bufo bufo bufo
- Bufo spinosus
- Epidalea calamita — Камышовая жаба

### СемействоКвакши(Hylidae)
- Hyla arborea — Обыкновенная квакша
  - Hyla arborea molleri
- Hyla meridionalis — Средиземноморская квакша

### СемействоНастоящие лягушки(Ranidae)
- Pelophylax perezi — Пиренейская лягушка
- Rana iberica — Иберийская лягушка